# Ikarus 238
Ikarus 238 — пригородный автобус, выпускавшийся с 1980 по 1986 год венгерской фирмой Ikarus.

## История
В конце 1970-х годов «Икарус» уделял большое внимание удовлетворению рыночных потребностей развивающихся стран, поэтому в 1980 году он выпустил автобус Ikarus 238, предназначенный для экспорта в Африку. В основном, в автобусе применялись американские детали. Прототип отличался от серийного несколькими параметрами: ходовой частью, двигателем, формулой дверей (1—0—1 вместо 2—0—0), количеством окон, которые можно было открыть (на прототипе можно было открыть только одно из двух), а также двойными фарами. Компоновка автобуса переднемоторная. Всего было выпущено три модификации (238.10, 238.20A и 238.20B), из которых в период с 1984 по 1986 год в серию пошли 34 экземпляра. Большинство автобусов эксплуатировалось в Гане, а остальные — в Гамбии, отличаясь только посадочными местами (и дизайном салона):
| Модификация | Внешние признаки (количество экземпляров)                                          |
| ----------- | ---------------------------------------------------------------------------------- |
| 238.10      | Двухрядное расположение сидений (47 экземпляров)                                   |
| 238.20A     | Однорядное расположение сидений и два ряда справа до задней двери (27 экземпляров) |
| 238.20B     | 6 дополнительных сидений на задней площадке (33 экземпляра)                        |

В 1984 году корпорация General Motors выпустила модель, получившую обозначение 238.30, которая отличается от серийных автобусов несколькими параметрами: заднемоторной компоновкой, формулой дверей 1—2—0 и 41 местом для сидения.